# Religion athée
« Religion athée » est une expression récente qui sert parfois à désigner un ensemble de rites, croyances, règles ou dogmes adoptés par un groupe ou une personne, sans relation avec des dieux ou divinités quelconques. Les religions athées sont assimilables à des formes de philosophies ou de spiritualités.
L'athéisme n'est pas une religion car il ne comporte pas de croyance en un dieu ou une divinité et n'implique pas de rituels, de doctrines organisées ou de pratiques cultuelles.

## Différentes interprétations

### Dans la littérature
L'expression a été utilisée par plusieurs auteurs, par exemple pour définir l'œuvre d'Auguste Comte, ou encore pour définir le bouddhisme, comme l'a fait Henri Arvon dans son ouvrage consacré au sujet, voire dans certaines analyses de la pensée de Nietzsche, toujours dans le cadre d'une définition du bouddhisme.

### Dans la sociologie des religions
Charles Eliot, diplomate britannique et érudit, cité par Bryan Wilson, disait du jaïnisme qu'il était une religion athée : « Le jaïnisme est athée et cet athéisme n’est ni une excuse, ni une polémique mais est plutôt accepté comme constituant une attitude religieuse naturelle, ».

### Dans le bouddhisme
Le bouddhisme ne décrit pas de processus de création de l'univers comme dans la Bhagavad-Gîtâ ou le récit de la Genèse. Le principe de création, et donc de divinité créatrice, est tout à fait absent du bouddhisme pour qui la spiritualité est essentiellement immanente. C'est donc une religion sans dieu, « dieu » étant entendu dans sa définition théiste ou déiste de principe d'explication de la création de l'univers. Pour le Bouddhisme mahāyāna, chaque créature possède en germe la nature de Bouddha. En ce sens, il ne serait question, pour expliquer ce qui existe, d'avoir recours à un dieu créateur omnipotent et omniprésent.

### Usage chez les raëliens
Le terme a également été repris par les raëliens qui l'utilisent pour définir leurs croyances, notamment par le biais d'articles diffusés sur leur site. Cet usage est critiqué par des associations athées,.

### Vis-à-vis de l'athéisme
Mais il est également utilisé de manière critique envers l'athéisme pour laisser entendre que les athées auraient de fait fondé leur propre religion, ou a contrario de façon positive, par Michel Onfray, pour définir un mode de vie recentré sur le plaisir. En 1922, un ouvrage intitulé La religion de l'athée, de Jules Sageret, était paru sur le sujet. 
Par ailleurs, aux États-Unis, la cour d'appel fédérale a jugé en 2005 que des gardiens de prison avaient violé les droits d'un détenu du nom de Kaufman en ne reconnaissant pas sa vision de l'athéisme comme une religion. Le détenu souhaitait tenir des « groupes d'étude », ce qui ne lui était autorisé que si son groupe était animé dans un cadre religieux.  La cour concluait que son groupe d'étude était « religieux par nature » malgré son rejet d'une croyance en « un être suprême », et que la forme d'athéisme du détenu devait être considérée comme une religion.